# Mont Redoubt (Washington)
Pour l’article homonyme, voir Mont Redoubt.
Le mont Redoubt (littéralement « mont redouté ») est une montagne située sur le territoire du comté de Whatcom au nord de l'État de Washington aux États-Unis. Appartenant  à la partie nord de la chaîne des Cascades et culminant à 2 734 mètres d'altitude, la montagne est une des plus hautes montagnes du parc national des North Cascades.

## Géographie
La montagne est située non loin du Canada dans la partie nord du parc national des North Cascades. Avec ses 2 734 mètres d'altitude, la montagne est classée en termes de hauteur à la douzième position de l’État de Washington.

## Histoire
La montagne est escaladée pour la première fois en 1930 par Jimmy Cherry et Bob Ross.